# Ahmadiyya (geloofsgemeenschap)

Vlag van de ahmadiyya

Ahmadiyya (Arabisch: الجماعة الإسلامية الأحمدية, al-Jamāʿah al-Islāmīyah al-Aḥmadīyah; Urdu: جماعت احمدیہ مسلمہ, Jamā'at Aḥmadiyyah Muslimah) is een islamitische geloofsgemeenschap, gesticht door Mirza Ghulam Ahmad.
De leden van deze gemeenschap heten Ahmadi's of Ahmadi-moslims. 
Ahmadi's zien Mirza Ghulam Ahmad als de Messias en morele gids van deze tijd. Mirza Ghulam Ahmad vervulde volgens Ahmadi's de voorspellingen over de komst van de Messias in alle grote religies. Zijn taken: een eind maken aan bloedvergieten, moraliteit en gerichtheid laten herleven en het contact met God te herstellen.

## Geschiedenis
Mirza Ghulam Ahmad is volgens de Ahmadi's een grote hervormer van de islam. Hij zou de islam in zijn tijd nieuw leven ingeblazen hebben door mensen in het subcontinent van India en wereldwijd te hervormen en de ware leerstellingen van de islam aan hen te onderwijzen. Hij schreef meer dan 80 boeken en talloze artikelen en brieven om de waarachtigheid van de Koran en profeet Mohammed te bewijzen.
In 1889 legde Ahmad de grondvesten van zijn beweging, die later de naam Ahmadiyya Moslim Jamaat kreeg. Na zijn overlijden in 1908 werd de geestelijke leiding van zijn volgelingen overgenomen door een gekozen opvolger of kalief. 
Aan het einde van 19e eeuw claimde Mirza Ghulam Ahmad uit de Indische stad Qadian de Mujaddid te zijn, de beloofde verlosser of mahdi. Hij claimde de profetie van de terugkeer van de profeet Isa te hebben vervuld. Hij en zijn volgelingen geloven dat zijn komst was voorspeld door de profeet Mohammed.

## Geloofsleer
De leden van de Ahmadiyya Moslim Gemeenschap geloven dat de profeet Mohammed de laatst wetgevende profeet is en de laatste profeet is in de betekenis dat hij het hoogste spirituele niveau heeft behaald. De leden van de Ahmadiyya Moslim Gemeenschap geloven derhalve dat Mirza Ghulam Ahmad een niet wetgevende en ondergeschikte  profeet is, die in de voetsporen van de profeet Mohammed de wet van de Heilige Koran opnieuw heeft uitgelegd.
De leden van de Lahore Ahmadiyya Beweging geloven dat Mirza Ghulam Ahmad geen profeet was, en dat Mohammed de laatste profeet was in de absolute betekenis.
|                        | Ahmadiyya Moslim Gemeenschap | Lahore Ahmadiyya Beweging |
| ---------------------- | --- | --- |
| Naam                   | De leden van deze groep noemen zichzelf Ahmadi's, maar ze staan wederom bekend als Qadiani's. | De leden van deze groep noemen zichzelf Ahmadi's en ze staan algemeen bekend als Lahori's. |
| Stichter               | Mirza Ghulam Ahmad (1835-1908) | Maulana Muhammad Ali (1874-1951) |
| Mohammed               | Mohammed is het Zegel der Profeten, waarvan de interpretatie is, dat hij het profeetschap naar perfectie heeft gebracht en dat hij de laatste wetgevende profeet is en het hoogste punt van de spirituele evolutie van de mens heeft bereikt. | Mohammed is de Zegel der Profeten, waarvan de interpretatie is dat hij de grootste en de laatste van alle profeten is.                                                                          |
| Profeetschap           | Ondergeschikte profeten kunnen komen na de Profeet Mohammed, echter komen er geen wetgevende profeten. | Geen enkele profeet, noch een nieuwe noch een oude, zal na de Profeet Mohammed komen. |
| Mirza Ghulam Ahmed     | Mirza Ghulam Ahmed was de Beloofde Messias en de Mahdi in de Islam. De Beloofde Messias en Mahdi heeft de status van een profeet zoals de Profeet Mohammed dit heeft voorspeld. | Mirza Ghulam Ahmed was geen profeet, maar een Moedjaddid (Hervormer) en de Beloofde Messias en de Mahdi in de islam.                                                                            |
| Aanspraak profeetschap | Het eerste schriftelijke bewijsstuk van verduidelijking (niet wijziging) van het geloof met betrekking tot profeetschap was Ek Ghalati Ka Izala. | Mirza Ghulam Ahmed heeft nimmer zijn aanspraak, visie of definitie van profeetschap gewijzigd in 1901 met de publicatie van Ek Ghalati Ka Izala.                                                |
| Mirza Sahib            | Geloof in de missie van Mirza Sahib als een profeet is essentieel om Ahmadi-moslim te worden. | Geloof in de komst van Mirza Sahib als een Moedjaddid is niet essentieel om moslim te worden, maar zijn acceptatie is nodig ten behoeve van een vooruitstrevende islam.                         |
| Takfir                 | Een ieder die niet gelooft dat Mirza Sahib de Beloofde Messias en Imam Mahdi is wiens komst werd voorspeld door de Heilige Profeet Mohammed is een moslim die de voorspelling van de Heilige Profeet Mohammed verwerpt, en in dit opzicht ongeloof (kufr) pleegt. De Islam onderwijst om in alle profeten van Allah te geloven zonder daarin enig onderscheid te maken. | Eenieder die gelooft in de shahadah is een moslim en geen kafir. |
| Gebed                  | Het is niet toegestaan de gebeden te verrichten onder leiding van een imam, die de aanspraken van Mirza Ghulam Ahmed niet erkent. | Het is toegestaan de gebeden te verrichten onder leiding van welke imam ook, onder het voorbehoud dat hij zich niet schuldig maakt aan het betitelen van andere moslims als kafirs.             |
| Huwelijk               | Huwelijksrelaties met niet-Ahmadies zijn onder bepaalde omstandigheden toegestaan. | Huwelijksrelaties met niet-Ahmadies zijn toegestaan. |
| Openbaring             | Na de Profeet Mohammed duurt de openbaring voort. Mirza's openbaring was wahi naboewwat (profetische openbaring). Deze openbaring was echter geen tashri’i-openbaring (geen openbaring inzake wetgeving). | Na de Profeet Mohammed is wahj naboewwat tot een einde gekomen, slechts wahie wilayat (openbaring aan heiligen) duurt voort. Mirza Sahib's openbaring was wahie wilayat en niet wahj naboewwat. |

De belangrijkste verschillen met de andere moslims zijn:
- Ahmadi’s kennen geen Naskh (intrekking of vervanging van elkaar tegensprekende passages in de Koran). De Koran was en is compleet.[18]
- Jezus werd gekruisigd, herstelde van een coma en reisde daarna naar Kasjmir op zoek naar de verloren stammen van Israël. Hij overleed op 120-jarige leeftijd.[19][20]
- De Mahdi en Messias zijn één persoon, Mirza Ghulam Ahmad zelf was degene die zou komen om het volk te redden en op het rechte pad te leiden.[21]
- Jihad met het zwaard alleen werd gebruikt door de Profeet van de Islam als zelfverdediging bij zware religieuze vervolgingen. Dit mag niet als excuus worden gebruikt door politici om invasies goed te praten.[22]

|                     | Ahmadiyya                     | Islam                             |
| ------------------- | ----------------------------- | --------------------------------- |
| Jezus dood          | Gekruisigd en later gestorven | Niet gekruisigd en niet gestorven |
| Jezus begraafplaats | Roza Bal in Srinagar          | Moskee van de Profeet in Medina*  |
| Jezus leeftijd      | 120 jaar                      | 33 jaar                           |
| Messias             | Mirza Ghulam Ahmed            | Jezus Christus                    |
| Mahdi               | Mirza Ghulam Ahmed            | Mohammed Al-Mahdi                 |
| Jihad               | Defensief                     | Defensief en offensief            |

*Toekomstige begraafplaats

## Verspreiding

Ahmadiyya Moslim tot moslim verhoudingskaart per land, gebaseerd op gegevens verkregen van Ahmadiyya per land. Als er een bereik is, houdt de kaart rekening met de bovengrens van het bereik.

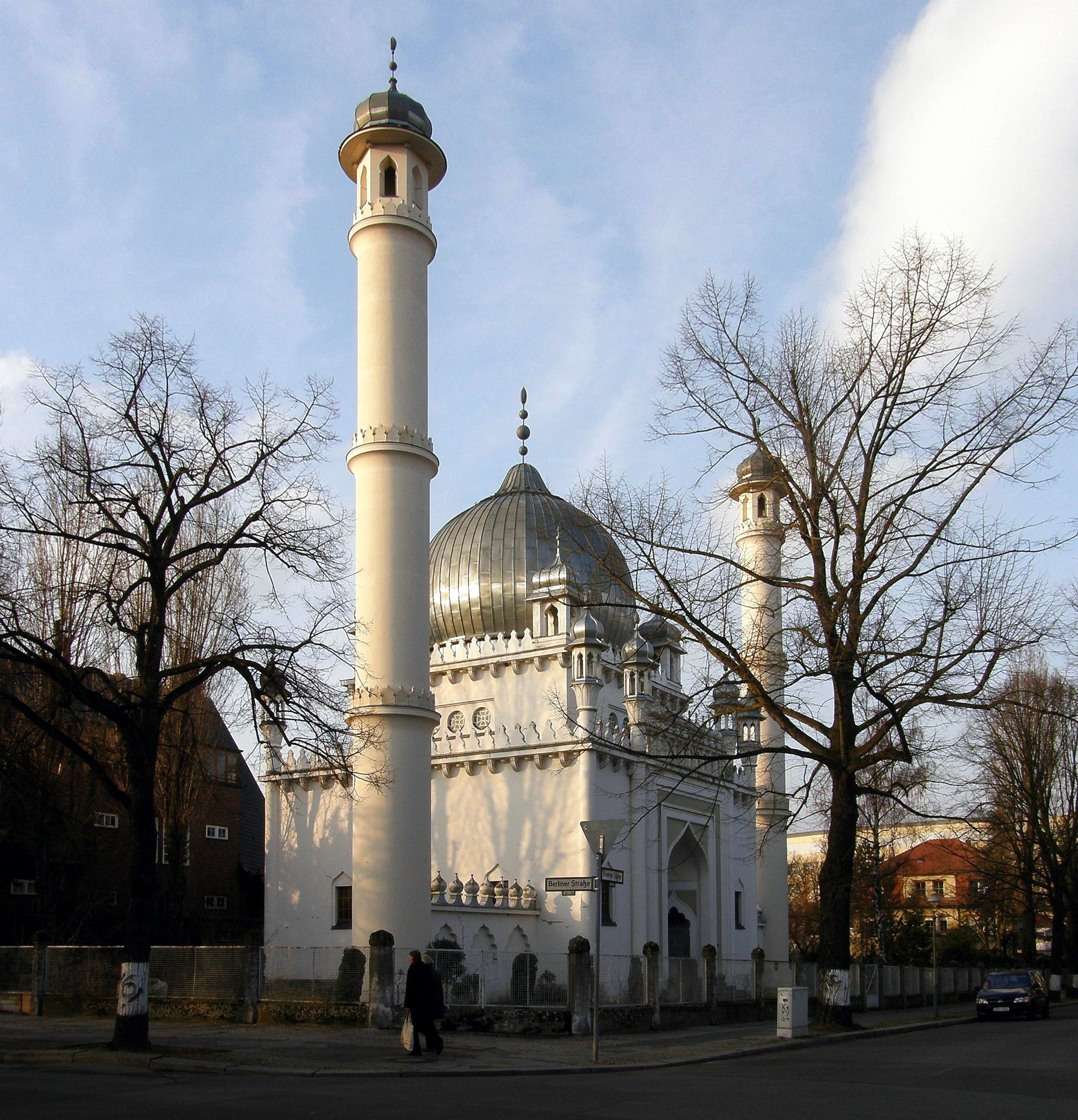
Moskee in Berlijn-Wilmersdorf

De ahmadiyya zijn voornamelijk te vinden in Pakistan, India, Bangladesh, Indonesië en West-Afrika maar ook in Europa, Amerika, Zuid-Amerika, Azië en Australië. 
Volgens een verklaring van de Ahmadiyya Moslim Gemeenschap, zijn er wereldwijd 10 miljoen Ahmadi's.

### Nederland
De eerste moskee in Nederland, de Mobarak Moskee, is geopend in 1955 te Den Haag.
De gemeenschap heeft verder centra in Almere, Amsterdam en Nunspeet.
In Nederland zijn er zo'n 3.000 volgelingen van deze tak van de islam, de meesten zijn Surinaams of Pakistaans.

### België
In België zijn er zo'n 2500 volgelingen. De meeste Ahmadi's in België zijn Pakistaanse politieke vluchtelingen. De gemeenschap heeft centra in Antwerpen, Hasselt en Sint-Ulriks-Kapelle.

### Duitsland
De eerste moskee in Duitsland is de Berlin Moskee, geopend in 1925 te Berlin-Wilmersdorf. In Duitsland zijn er zo'n 40.000 volgelingen.

### Suriname
Volgens de volkstelling van 2012 zijn er 14.161 volgelingen, hetgeen gelijk staat aan 2,6% van de Surinaamse bevolking. In 1980 leefden er nog 22.006 volgelingen, hetgeen een afname van 7.845 volgelingen (−35,6%) in ruim 30 jaar tijd betekent. De meeste Ahmadi's in Suriname zijn Surinaamse Javanen (7.862 personen), Hindoestanen (4.961 personen) of van gemengde afkomst (1.104 personen). Van alle moslims in Suriname is 28% soennitisch, 19% ahmadiya en 53% behoort niet tot een islamitische stroming.

### Afrika
Het continent Afrika heeft waarschijnlijk de grootste Ahmadiyya gemeenschap in de wereld. Vooral in Nigeria (2,84 miljoen), Tanzania (2,54 miljoen), Niger (970 duizend), Ghana (635 duizend), Democratische Republiek Congo (540 duizend), Sierra Leone (500 duizend), Kameroen (430 duizend), Mali (260 duizend), Tsjaad (220 duizend), Kenia (198 duizend), Oeganda (192 duizend) en Senegal (116 duizend) wonen grote aantallen Ahmadi's.

## Bekende Ahmadi's
- Mirza Ghulam Ahmad, stichter van Ahmadiyya
- Mahershalalhashbaz Ali, Amerikaans acteur
- Art Blakey, Amerikaans jazzmuzikant
- Ahmad Jamal, Amerikaans jazzmuzikant
- Abdus Salam, Pakistaans natuurkundige en winnaar van de Nobelprijs voor de Natuurkunde
- Muhammad Zafrullah Khan, voorzitter van de Algemene Vergadering van de Verenigde Naties